# Fortezza di Marienberg
La fortezza di Marienberg (in tedesco Festung Marienberg) si trova su un rilievo, lo Schlossberg, nelle immediate vicinanze della città tedesca di Würzburg.

## Storia e descrizione

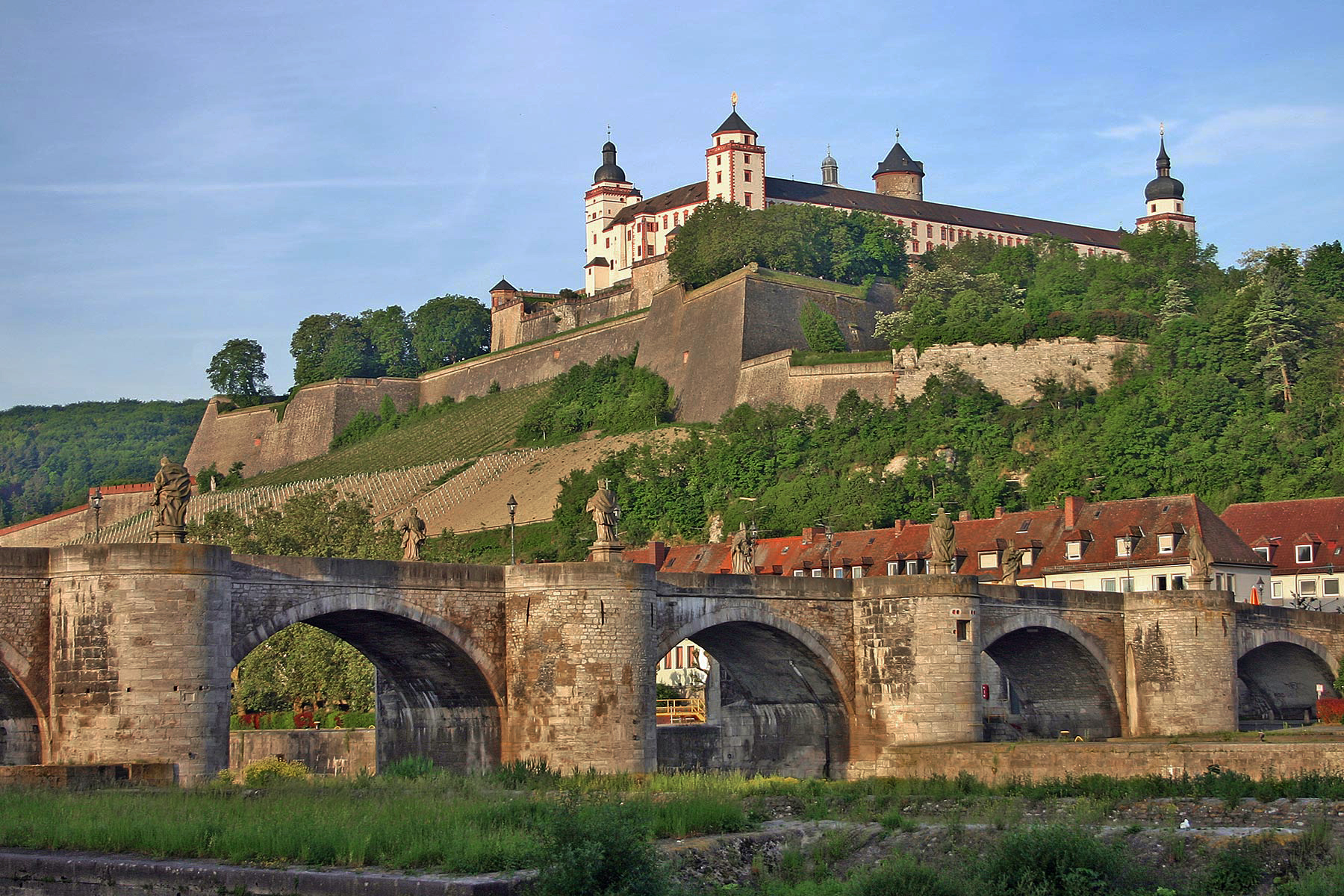
LAlte Mainbrücke con la fortezza sullo sfondo.

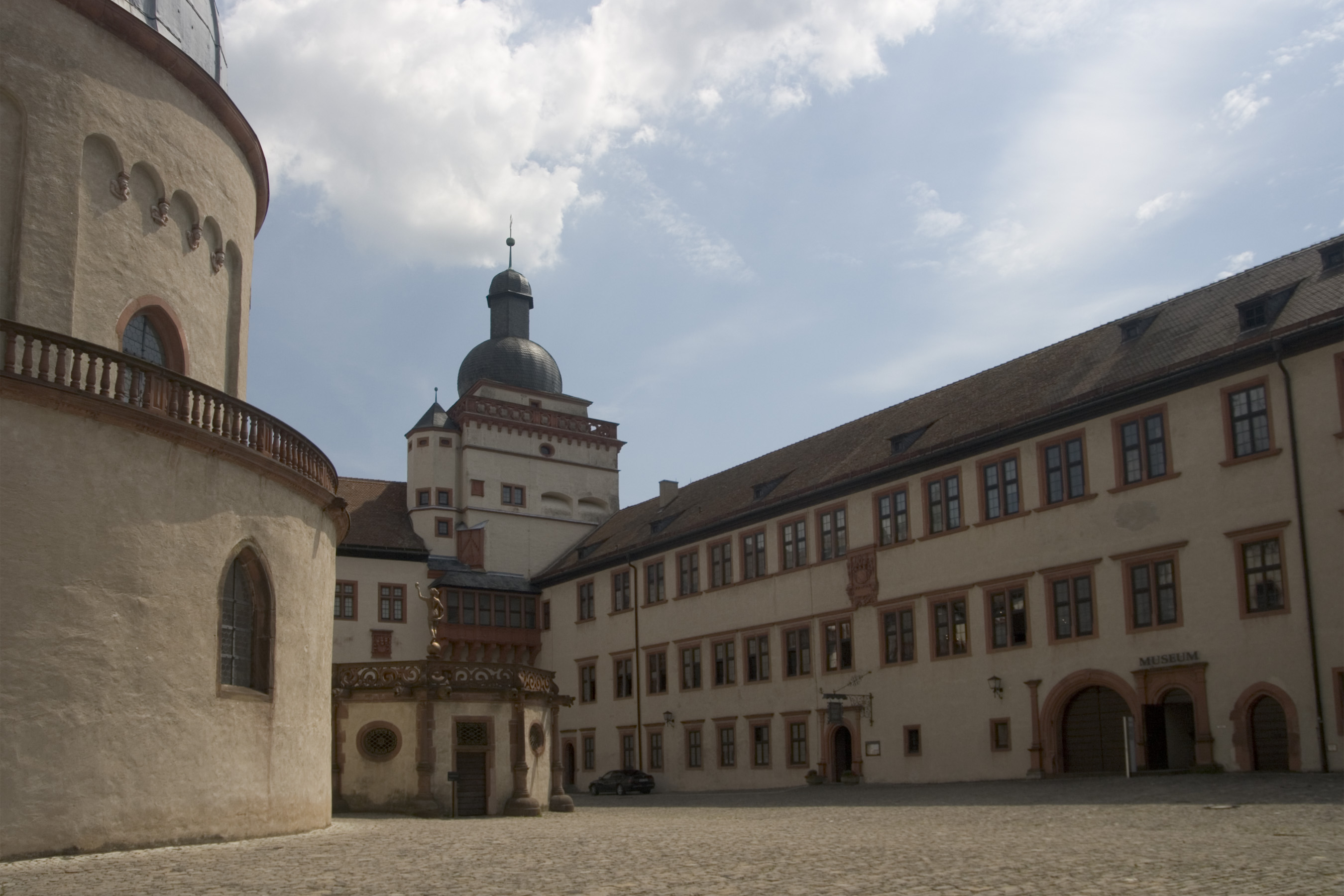
Il cortile interno.

Per la sua locazione sopraelevata, già in età celtica sull'altura erano stati costruiti una rocca di rifugio e un luogo di culto pagano. Al posto di quest'ultimo venne eretta nel 706, in epoca franca, la "Marienkirche" a pianta circolare, la chiesa più antica di Würzburg. In un primo tempo vi vennero sepolti i vescovi di Würzburg, come testimoniato dalle lapidi.
La fortezza subì progressive mutazioni nel corso degli anni. Le parti più antiche che si sono conservate fino ad ora hanno più di mille anni. Dal 1253 al 1719 la fortezza divenne anche residenza dei principi vescovi di Würzburg. Dal 1573 assunse l'aspetto di un castello rinascimentale. Durante la guerra dei trent'anni la fortezza venne conquistata dagli Svedesi (1631), trasformata secondo lo stile barocco e dotata di un giardino.
Sotto il principe vescovo Johann Philipp von Schönborn (1642-1673) l'edificio venne rinforzato con numerosi bastioni a pianta stellare dall'architetto francese Simon Choquet.
Nel cortile, accanto alla torre della rocca, si trova la rinascimentale Brunnenhaus, edificio ottagonale a protezione del pozzo profondo 105 metri.
Nella battaglia campale del Meno (1866) i bombardamenti prussiani scatenarono un potente incendio al Marienberg, reale fortezza bavarese, ma l'artiglieria della fortezza riuscì a rispondere e la fortezza rimase inespugnata fino alla tregua.
La fortezza Marienberg ospita oggi il "Mainfränkisches Museum" (Museo della Franconia) e il "Museo della fortezza".
Alla fortezza Marienberg si è ispirato Ludwig II, re di Baviera, per la costruzione del castello di Neuschwanstein; pertanto all'interno di quest'ultimo vi sono alcune sale che sono o forse erano la copia quasi esatta di quelle presenti nella fortezza, differenti solamente dal fatto di essere molto più grandi e sfarzose.